# المقطوعة الحالمة رقم 15 (شوبان)

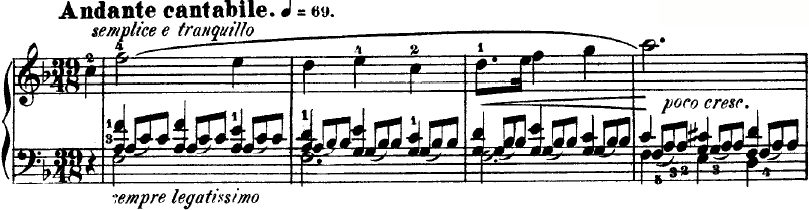
مدونة النغمات الافتتاحية للمقطوعة الحالمة No.1. في F major.

تتألف المقطوعة الحالمة No.15 من ثلاثة اجزاء من تأليف فريدريك شوبان بين سنة 1830 و 1833 ونُشر العمل في يناير 1834، مهدى لفرديناند هيلر.

## المقطوعة الحالمة F major, Op. 15, No. 1
تعتبر المقطوعة الحالمة F major, Op. 15, No. 1 الرابعة لشوبان، وتم تأليفها سنة 1832 في شكل ثلاثي (A-B-A). يتميز الجزء الأول بسرعة الإيقاع والثاني ايضاً سريع ودراماتيكي. حيث ذكر هوغو ليشتنتريت في ما يخص المقطوعة: «لحن هادئ وسعيد، مشرق حساس وجذاب، ولديه اطلاقة شمسية مشرقة، مع عاصفة تندلع فجأة يرافقه عنف وقوة غاشمة». تجدر الإشارة على ان العاصفة ودراماتيكية الإيقاع تختفي فجأة وتفسح المجال لعودة هدوء الافتتاحية.

## المقطوعة الحالمة F-sharp major, Op. 15, No. 2
تم ادراج المقطوعة الحالمة F major, Op. 15, No. 1 بين «اعظم أعمال شوبان» من قبل الملحن وعازف البيانو جان كليكزينسكي حيث قال: «البداية رقيقة وعاطفية، مع هيمنة الإيقاع الديناميكي، ومع مجيئ ليانة النغمة الموسيقية تسبب شيء شبيه من هيجان الروح الشبابية الصريحة والسلمية. ثم يعود الجزء الأول، ومعه الهدوء والأناقة، العلامة المميزة التي يعرف بها شوبان.»

## المقطوعة الحالمة Nocturne in G minor, Op. 15, No. 3
كان يخطط شوبان في البداية لتسمية Op. 15, No. 3 «في المقبرة» عندما قام بتأليفها بعد مشاهدة لمسرحية هاملت. لكن غير رأيه عند نشره للمقطوعة، قائلاً: «دعهم يخمنون الامر بأنفسهم.»